# Steinreihe von Blanefield
Die Steinreihe von Blanefield (schottisch-gälisch Strath Bhlàthain) – auch Dumgoyach oder Duntreath genannt – liegt nordwestlich von Strathblane im Süden von Stirling in Schottland.
Die Steinreihe von Blanefield besteht aus fünf Menhiren (englisch Standing stones – A–E), die in einer Nordwest-Südost orientierten Linie auf dem höchsten Teil des breiten Bergrückens angeordnet sind, der vom Hügel Dumgoyach ausgeht. Drei Steine (A, B und C) stehen, während D und E liegen. 
- Stein A hat eine unregelmäßige Form und neigt sich stark zum Norden. Er ist 1,2 m hoch, 0,75 m breite und 0,35 m dick.
- Stein B steht 1,8 m von Stein A. Er hat einen rechteckigen Querschnitt mit einer unregelmäßigen Spitze und ist 1,5 m hoch und etwa 0,75 m breit.
- Stein C, auch unregelmäßig in der Form, steht 3,45 m von Stein B. Er ist so stark geneigt, dass er fast liegt. Es ist 1,4 m hoch, 0,75 m breit und 0,3 m dick. Die übrigen beiden Steine liegen zwischen Stein B und C auf dem Boden
- Stein D ist 1,75 m lang, 0,9 m breit und 0,45 m dick.
- Stein E, der teilweise auf D ruht, ist 2,35 m lang, 1,15 m breit und 0,9 m dick.

Bei der Ausgrabung wurden vom Mutterboden bis zum Untergrund vier Schichten beobachtet. In den oberen beiden wurden ein Feuersteinkern und einige Abschläge gefunden. Auf der Schicht 3 befanden sich mehrere Stellen mit einer weißen Aschenablagerung, die Kohleflecken enthielt. Mit der Radiokarbonmethode wurde ein Datum von 2860 v. Chr. ermittelt, was die Reihe in die Steinzeit datiert. Der Sockel für einen der aufrechten Steine durchschnitt die Schicht 3, während sich die Schicht 2 angehäuft zu haben schien. Die Höhe der Aschenablagerung scheint mit der Steinsetzung verbunden zu sein. Der flach liegende Stein am SW-Ende der Linie könnte eine spätere Ergänzung der Gruppe sein.